# Strongheart

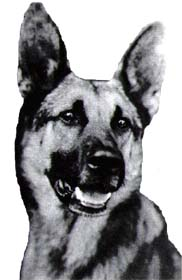
Strongheart

Strongheart (eigentlich Etzel von Oeringen) (geboren 1. Oktober 1917 oder 1918 in Deutschland; gestorben 24. Juni 1929 in Los Angeles, Kalifornien) war ein zum Diensthund ausgebildeter Deutscher Schäferhund und Tierdarsteller in Hollywood. Er war der erste der drei Hunde, die 1960 einen Stern auf dem Hollywood Walk of Fame erhielten.

## Leben

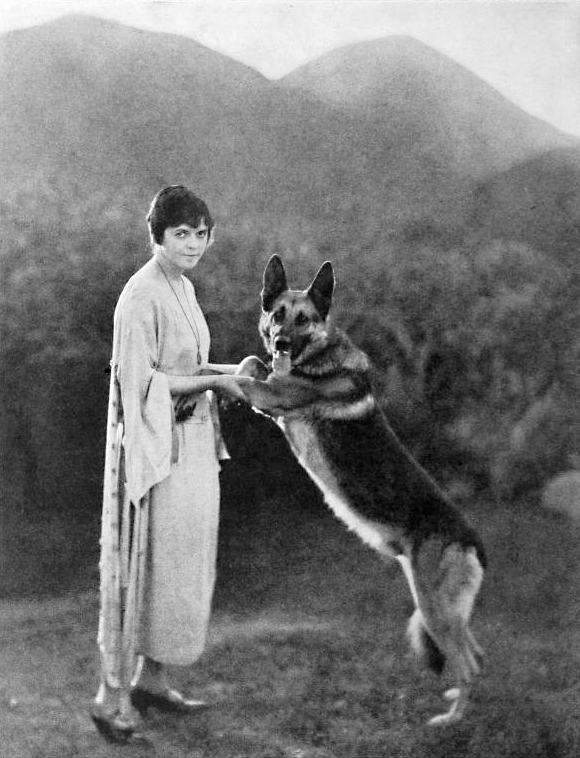
Strongheart mit Jane Murfin, 1923

Sein Züchter war der Quedlinburger Hallenmeister Robert Niedhardt, eines der ersten Mitglieder der SV-Ortsgruppe Quedlinburg (heute Hundesportverein Quedlinburg/Harz 1909 e.V.). Strongheart war in Deutschland zum Polizeihund ausgebildet worden und hat als Diensthund am Ersten Weltkrieg teilgenommen. Wie das SV-Körbuch belegt, verkaufte Niedhardt nicht nur Etzel, sondern auch noch weitere Hunde aus seinem Zuchtzwinger „von Oeringen“ in die USA.
Seine neuen Besitzer, der Stummfilmregisseur Laurence Trimble und die Drehbuchautorin Jane Murfin nahmen den Schäferhund Anfang der 1920er Jahre mit nach Kalifornien, wo er 1921 zum ersten Mal bei einem Film mitwirkte.
Als einer der ersten Hundedarsteller wirkte Strongheart bei insgesamt sechs Filmen mit und eroberte sich schnell die Herzen der Zuschauer. Bei Dreharbeiten im Jahr 1929 rutschte er aus und erlitt schwere Verbrennungen durch eine heiße Filmleuchte. Monate später starb er an den Folgen dieser Verletzung. Ein Teil der Nachfahren, die er mit der Schäferhündin namens Lady Jule bekam, wurden ebenfalls bei Filmaufnahmen eingesetzt. Nachkommen aus dieser Linie sind noch heute nachweisbar.

## Nachwirkungen

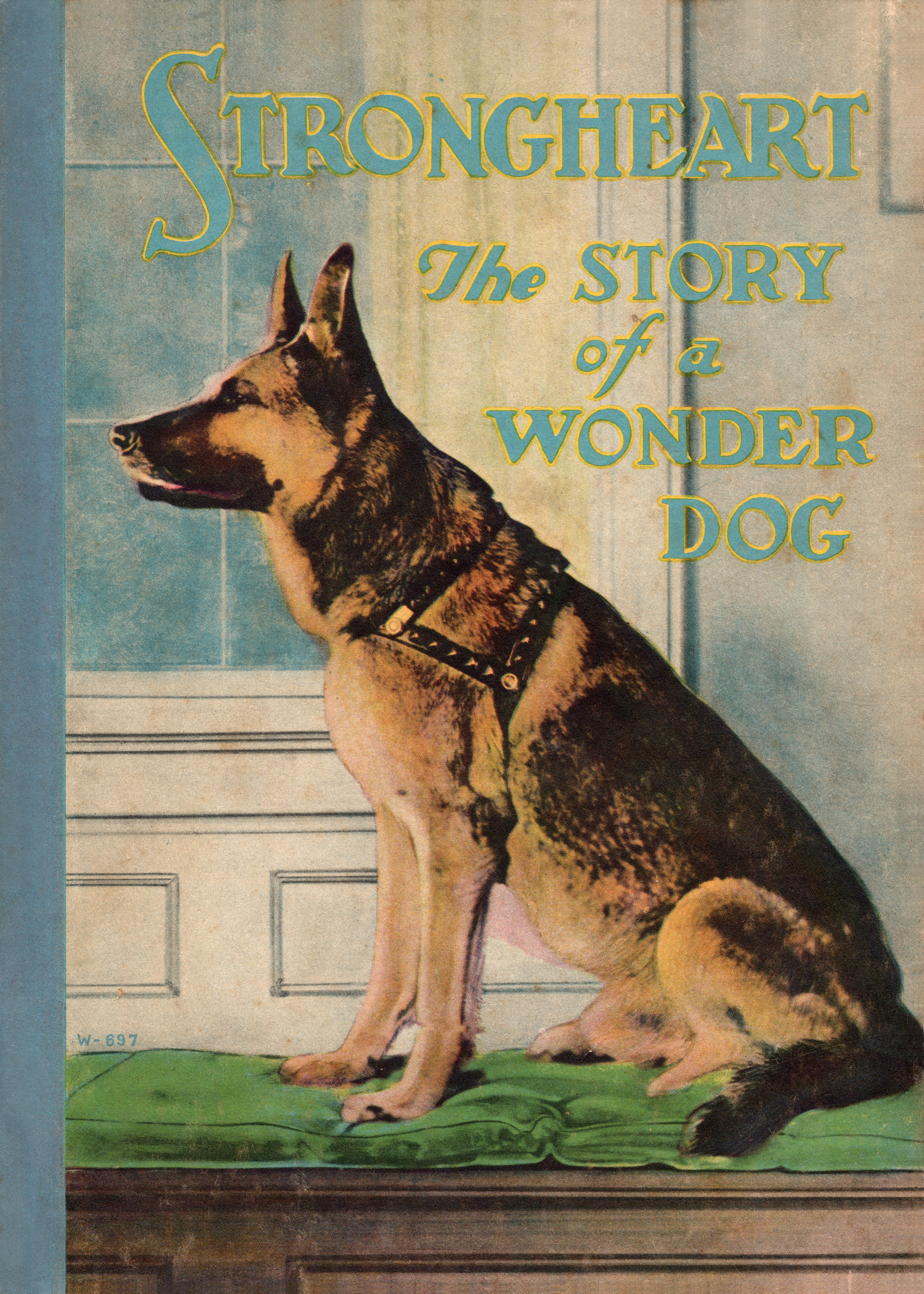
Strongheart; The Story of a Wonder Dog (1926)

- Stronghearts Stern der Kategorie „Film“ befindet sich auf dem Walk of Fame beim Gebäude Nr. 1724 der Vine Street in Hollywood.
- Der Autor J. Allen Boone schrieb die Bücher Letters to Strongheart und Kinship with All Life über den Rüden. Teile davon wurden auch übersetzt und sind in dem Buch Die große Gemeinschaft der Schöpfung veröffentlicht worden.[4]
- Im Jahr 2016 wurde eine Hundefuttersorte nach Strongheart benannt, auf deren Logo ein Foto von ihm abgebildet ist.[5]

## Filmographie
- 1921: The Silent Call
- 1922: Wölfe der Nacht (Brawn of the North)
- 1924: The Love Master
- 1925: White Fang (für FBO)
- 1925: North Star
- 1927: The Return of Boston Blackie